# David Zé
David Zé, nom artístic de David Gabriel José Ferreira (Kifangondo, Luanda, 23 d'agost de 1944 - Luanda, 27 de maig de 1977) fou un dels grans músics de la història d'Angola.

## Biografia
Era fill de Gabriel José Ferreira i Carolina José Afonso, membres del cor de l'Església Metodista. Va estudiar primària i secundària a la província de Kwanza-Nord El novembre de 1976 es va c asar amb Maria Trinidade a l'illa de São Tomé, on estava fent el servei militar per les Forces Armades Populars d'Alliberament d'Angola. Va tenir quatre fills, Miguel Gabriel Ferreira, Maria Carolina David Ferreira, Deolinda David Gabriel Ferreira i David Gabriel José Ferreira
Va començar la seva carrera artística en 1966 amb el seu primer disc "Kadica Zé". Va gravar un total de 14 singles i un LP en 1975 titulat "Mutudi Ua Ufolo (Viúva da Liberdade)".
Contemporani d'Urbano de Castro, Artur Nunes i Dino Kapakupaku, els altres tres grans de la música nacional angolesa, David Zé era professor i director musical de l'agrupació Aliança FAPLA-POVO i fou cridat pel president d'Angola Agostinho Neto a assistir als festejos per les independències de Moçambic, São Tomé i Príncipe i Guinea Bissau, on va interpretar la cançó "Quem matou Amílcar Cabral".
David Zé, fou un dels músics mítics de la revolució angolesa. Amb lletres dotades d'un contingut de caràcter molt polititzat, en les seves cançons defensava les idees nacionalistes del MPLA d'Agostinho Neto. Va morir durant un dels períodes més foscos de la història angolesa, el cop i contracop del fraccionisme de 27 de maig de 1977 amb 32 anys-

## Discografia
- 14 singles (1966 - 1977), CDA
- Mutudi Ua Ufolo, LP (1975), CDA